# 2019년 키움 히어로즈 시즌
2019년 키움 히어로즈 시즌은 키움 히어로즈가 KBO 리그에 참가한 첫 시즌으로, 우리 히어로즈, 서울 히어로즈, 넥센 히어로즈 시절까지 합치면 12번째 시즌이다. 장정석 감독이 팀을 이끈 마지막 시즌으로, 김상수가 주장을 맡았다. 팀은 정규 시즌 3위를 기록하여 준플레이오프에 직행했다. 이후 준플레이오프에서 LG 트윈스를 3승 1패로 꺾고, 플레이오프에서 SK 와이번스를 3승 무패로 꺾어 한국시리즈에 진출했다. 그러나 한국시리즈에서 두산 베어스에게 무승 4패로 패배하며 최종 순위는 2위로 준우승에 머물렀다.

## 타이틀
- 프리미어 12 올월드팀 : 김하성 (유격수), 이정후 (외야수)
- 프리미어 12 은메달 : 조상우, 이승호, 김하성, 박병호, 이정후
- 홀드 : 김상수 (40) (KBO 역대 1위)
- 득점 : 김하성 (112)
- 2루타 : 샌즈 (39)
- 3루타 : 이정후 (10)
- 홈런 : 박병호 (33)
- 루타 : 샌즈 (285)
- 타점 : 샌즈 (113)
- 타자 WAR : 김하성 (7.04)
- 공격 WAR : 김하성 (7.42)
- 멀티히트 : 이정후 (67)
- 장타 : 샌즈 (68)
- 결승타 : 샌즈 (14)
- 순장타율 : 박병호 (0.280)
- KBO 골든글러브 : 박병호 (1루수), 김하성 (유격수), 이정후 (외야수), 샌즈 (외야수)
- 올스타 선발 : 박병호 (1루수), 김하성 (유격수), 이정후 (외야수 2위)
- 올스타전 추천선수 : 요키시, 김상수, 샌즈
- 올스타전 슈퍼레이스 우승 : 샌즈, 이정후
- 올스타전 퍼펙트피처 우승 : 요키시
- 올스타전 홈런레이스 최다 비거리상 : 샌즈
- 일구상 최고타자상 : 이정후
- 플레이어스 초이스 어워드 재기선수상 : 서건창
- 조아제약 프로야구대상 프로감독상 : 장정석
- 조아제약 프로야구대상 조아바이톤상 : 이정후
- 조아제약 프로야구대상 기록상 : 김상수
- ADT캡스플레이어 대상 : 이정후
- ADT캡스 수비상 : 이정후 (중견수)
- 스포츠서울 올해의 타자 : 이정후
- 한은회 최고의 타자상 : 김하성
- 플레이오프 MVP : 이정후
- 준플레이오프 MVP : 박병호
- 컴프야 포인트 베스트 라인업 : 박병호 (1루수), 김하성 (유격수), 샌즈 (우익수)
- 컴투스프로야구2022 타이틀홀더 라인업: 최원태 (선발투수), 조상우 (구원투수), 김성민 (구원투수), 오주원 (구원투수), 윤영삼 (구원투수), 박동원 (포수), 이정후 (좌익수)
- 컴투스프로야구 내일은 국가대표 라인업: 이정후 (지명타자)
- 컴투스프로야구 2019 레전드 골글팀: 김하성 (유격수)
- 컴투스프로야구 아빠와 아들 라인업: 임지열 (3루수)
- 스타뉴스 선정 2010년대 포지션별 베스트10: 박병호 (1루수), 서건창 (2루수)

### 퓨처스리그
- 아시아 윈터 베이스볼 리그 국가대표: 김재웅
- 플레이어스 초이스 어워드 퓨처스리그 우수선수상 : 김은성
- 퓨처스 올스타 : 양지율, 김주형, 변상권, 김준연
- 사구 : 김주형, 추재현 (14)
- 북부리그 타율 : 김은성 (0.326)
- 북부리그 출장(타자) : 김준연 (84)
- 북부리그 타석 : 예진원 (320)
- 북부리그 득점 : 예진원 (53)
- 북부리그 안타 : 김은성 (86)
- 북부리그 2루타 : 김웅빈 (18)
- 북부리그 홈런 : 허정협 (10)
- 북부리그 타점 : 김은성 (54)
- 북부리그 볼넷 : 김준연 (45)
- 북부리그 홀드 : 조덕길 (10)
- 북부리그 이닝 : 김재웅 (92)
- 북부리그 탈삼진 : 김재웅 (72)

## 선수단
- 선발투수 : 요키시, 브리검, 최원태, 이승호, 김선기, 신재영, 안우진, 조영건
- 구원투수 : 양현, 김상수, 윤영삼, 한현희, 김성민, 이영준, 김태훈, 임규빈, 양지율, 이보근
- 마무리투수 : 오주원, 조상우, 윤정현, 조성운, 박주성
- 포수 : 박동원, 이지영, 주효상
- 1루수 : 박병호
- 2루수 : 서건창, 김주형, 김은성
- 유격수 : 김하성, 김혜성
- 3루수 : 송성문, 김지수, 김웅빈, 임지열, 장영석
- 좌익수 : 이정후, 김규민, 박정음, 허정협
- 중견수 : 임병욱
- 우익수 : 샌즈, 추재현, 예진원
- 지명타자 :-[1]

## 여담
- 2군 홈구장으로 고양 국가대표 야구훈련장을 사용하게 됨에 따라 2군 팀명이 고양 히어로즈로 바뀌었다.
- 키움 히어로즈라는 팀명으로 치러진 첫 경기는 3월 23일 롯데 자이언츠와의 경기였다. 이날 선발 등판한 브리검이 키움 히어로즈의 첫 승리투수가 되었으며, 김상수가 1호 홀드, 조상우가 1호 세이브를 기록했다. 이날 가장 먼저 타석을 소화한 타자는 1번 타자 서건창이었다.
- 요키시는 3월 24일 롯데 자이언츠와의 경기에서 키움 히어로즈의 첫 패전투수가 되었다.
- 김상수는 전반기 27홀드로 KBO 리그 단일 시즌 전반기 최다 기록을 세웠다.
- 이정후는 이 시즌 상대 폭투를 틈타 총 22회 진루에 성공해 2013년 이후 KBO 리그 단일 시즌 최다 기록을 세웠다.
- 김태완은 이 시즌을 끝으로 은퇴하여 2013년 이후 KBO 리그 지명타자 중 통산 최저 수비율(50)을 기록했다.
- 김상수는 원정 경기 21홀드로 KBO 리그 역대 단일 시즌 원정 경기 최다 기록을 세웠다.
- 김하성은 포스트시즌에서 총 22번 뜬공 아웃을 당하여 KBO 리그 역대 단일 포스트시즌 최다 플라이 아웃 기록을 세웠다.
- 2020 신인드래프트에서 1차 지명으로 외야수 박주홍을 지명하여 박주홍은 구단 사상 첫 1차 지명 외야수가 되었다.